# 李志刚 (1956年9月)
李志刚（1956年9月—），河北滦南人，汉族，中国共产党党员。中华人民共和国政治人物、第十三届全国人民代表大会河北省代表、河北省扶贫办党组书记、主任。

## 生平
2018年，李志刚被选为河北省出席第十三届全国人民代表大会代表。
因在脱贫攻坚战中作出突出贡献，2021年2月25日全国脱贫攻坚总结表彰大会上，李志刚被授予“全国脱贫攻坚先进个人”。